# Kensington Gardens

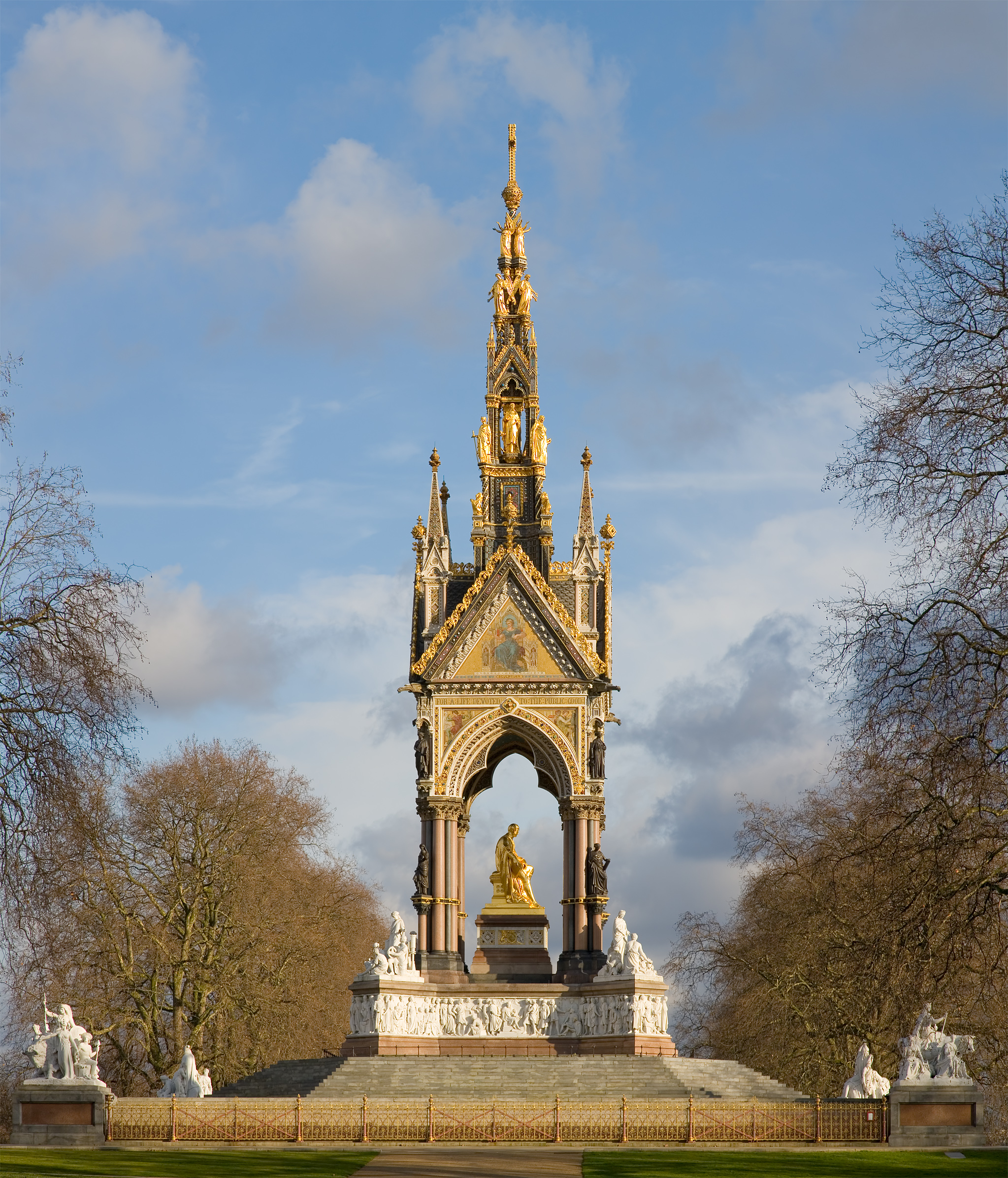
Albert Memorial

Kensington Gardens is een van de acht Koninklijke Parken van Londen, Royal Parks of Londen, en grenst aan Hyde Park, waarmee het dan ook vaak verward wordt.
In 1689 is het park door Willem III gekocht (destijds hoorde het nog bij Hyde Park). Willem III had astma en vond de lucht een heilzame werking hebben. Aan de architect Sir Christopher Wren werd de opdracht gegeven het roodbakstenen Kensington Palace te bouwen.
Kensington Palace staat aan de westkant van het park en is een koninklijk verblijf. Prinses Diana heeft er tot haar overlijden gewoond. Achter het paleis staat een Oranjerie.
Aan de zuidkant van het park staat het Albert Memorial, een monument opgericht in opdracht van koningin Victoria ter nagedachtenis aan haar man, Albert, die in 1861 stierf.
Verder is er nog het bronzen beeldje van Peter Pan, de Diana Memorial playground, tevens het startpunt van de Diana Memorial Walk, de Queens Temple, de Serpentine Gallery (museum van moderne kunst) en de Round Pond (ronde vijver).